# Szőke László (ökölvívó)
Szőke László (Budapest, 1966. augusztus 21. –) Európa-bajnoki ezüstérmes magyar pehelysúlyú ökölvívó, olimpikon. Részt vett az 1988-as szöuli olimpián, 1989-ben magyar bajnok volt.

## Sportpályafutása
1987-ben az amatőrök Európa-bajnokságán ezüstérmet szerzett. A nyolcaddöntőben 5-0 arányban győzte le a dán  Jimmy Bredahlt, a negyeddöntőben pedig a román Daniel Dumitrescut. Az elődöntőben a finn Jarmo Eskelinen volt az ellenfele, nála 4-1 arányban bizonyult jobbnak. A döntőben ugyanilyen arányban szenvedett vereséget az örmény származású szovjet Mihail Hazarjantól. Az októberi világbajnokságon a negyeddöntőben esett ki.
Az 1988-as szöuli olimpián 3-2 arányban vereséget szenvedett a kenyai John Wanjau ellen a selejtezőben és a 33. helyen zárt összesítésben.
1989-ben az athéni Európa-bajnokságon a nyolcaddöntőben az 1985-ben aranyérmes jugoszláv Ljubiš Simicet győzte le, majd a negyeddöntőben a későbbi ezüstérmes nyugatnémet Marco Rudolph ellen esett ki 3-2 arányban alulmaradva a pontozóknál.
Ugyanebben az évben magyar bajnok lett.